# Villa del Totoral
Villa del Totoral es una ciudad de la provincia de Córdoba, Argentina, y es la cabecera del Departamento Totoral.

## Geografía

### Ubicación
Villa del Totoral se encuentra ubicada a 84 km al norte de la Ciudad de Córdoba y a 784 de la ciudad de Buenos Aires, al pie de los primeros macizos serranos.
Está ubicada a la vera del Camino Real, el cual recorría casi la totalidad del Virreinato del Río de la Plata, puesto que unía el Alto Perú con la ciudad de Buenos Aires.
Su altitud varía entre los 585 y 535 m s. n. m.

#### Vías de acceso
-  RN 9 , desde el norte y desde el sur.
-  RN 60 , desde el oeste. Esta ruta empalma, 10 km al sur de la localidad,  con la Ruta Nacional 9.
-  RP 17 , desde el este y desde el oeste.

### Clima
Posee un microclima que hace que todas las estaciones del año sean muy agradables. Las temperaturas promedio oscilan entre 20 y 35 °C durante la temporada estival y entre 7 y 20 °C durante la temporada invernal.

### Población
Cuenta con 10.869 habitantes estables (2022) Durante el verano, la población se incrementa en forma considerable.
| Gráfica de evolución demográfica de Villa del Totoral entre 1991 y 2022 |
|                                                                         |
| Fuente: Censos nacionales del INDEC                                     |

### Sismicidad
La sismicidad de la región de Córdoba es frecuente y de intensidad baja, y un silencio sísmico de terremotos medios a graves cada 30 años en áreas aleatorias. Sus últimas expresiones se produjeron:
- 22 de septiembre de 1908 (116 años), a las 17.00 UTC-3, con 6,5 Richter, escala de Mercalli VII; ubicación 30°30′0″S 64°30′0″O / -30.50000, -64.50000; profundidad: 100 km; produjo daños en Deán Funes, Cruz del Eje y Soto, provincia de Córdoba, y en el sur de las provincias de Santiago del Estero, La Rioja y Catamarca[2]

- 16 de enero de 1947 (78 años), a las 2.37 UTC-3, con una magnitud aproximadamente de 5,5 en la escala de Richter (terremoto de Córdoba de 1947)[1]

- 28 de marzo de 1955 (70 años), a las 6.20 UTC-3 con 6,9 Richter: además de la gravedad física del fenómeno se unió el desconocimiento absoluto de la población a estos eventos recurrentes (terremoto de Villa Giardino de 1955)

- 7 de septiembre de 2004 (20 años), a las 8.53 UTC-3 con 4,1 Richter

- 25 de diciembre de 2009 (15 años), a las 21.42 UTC-3 con 4,0 Richter

## Historia

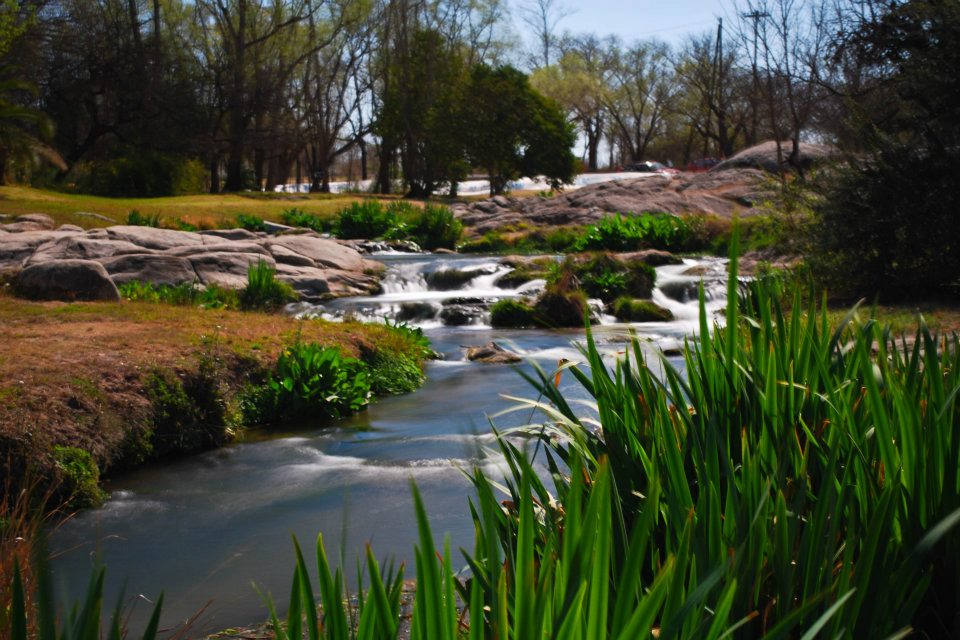
Cajón de piedras

Los primeros habitantes fueron la nación Comechingones. Esta civilización dormía en cavernas subterráneas, se dedicaban a la agricultura y a la ganadería. En esta localidad se asentaban  en la zona del “Cajón de Piedra” donde aún se pueden observar algunos morteros excavados en la piedra y en el “Cerro de la Cruz”.
Socialmente se agrupaban en clanes dirigidos por un Cacique o Brujo.
Los  colonizadores llegaron a la región a través del camino real que habían marcado los originarios. El nombre original dado por los nativos a la zona era LINSACAT (LIN como equivalente de bañado o pantanillo y SACAT con el significado de pueblo o aldea)*.
A lo largo del camino antes mencionado, numerosas postas y estancias permitieron el descanso de los viajeros, quienes dieron el nombre de CAVISACAT, “lugar del golpe o de la caída” (CAVISACATE según los españoles) debido a que uno de sus expedicionarios, Antón Berrú, tuvo un gran golpe al caerse de su caballo.
En 1576, Jerónimo Luis de Cabrera, fundador de la ciudad de Córdoba, repartió las tierras del Valle de Cavisacate y en 1590, cede en merced, las mismas  al Capitán López Correa para crear una Posta en el Camino Real.
En 1591 Pedro Luis de Cabrera, compró la merced y formó la estancia y obraje de San Esteban del Totoral, proviniendo este nombre de la gran cantidad de plantas de totoras que existían en la región.  Sus tres hijos heredan las tierras, dividiéndolas a su vez en tres sectores: San Esteban del Totoral o Totoral Grande al NO del pueblo, San Antonio de la Buena Vista o Totoral Chico al NE y la Curtiduría en donde funcionaba el obraje de San Esteban.
En 1860, bajo el Gobierno provisorio del Dr. Félix de la Peña,  se promulga una ley provincial, expropiando los terrenos contiguos a San Esteban del Totoral, con el objeto de fundar una paja
. Es así como en 1862 nace en la zona de Totoral, la Villa General Mitre, su nombre obedecía a un homenaje al  General Mitre que acababa de triunfar en la batalla de Pavón contra Urquiza y era candidato a la Presidencia de la Nación. Este nombre posteriormente se abandona para volver al de Villa del Totoral, que es el que posee en la actualidad.
Se toma como fecha de fundación de la villa el 6 de agosto de 1860, fecha en la cual se promulgó la ley provincial para el trazado de la misma.
El 5 de febrero de 1871 comienza a funcionar la corporación municipal del departamento Totoral.

## Trazado
Las ciudades coloniales americanas fueron fundadas sobre una estructura de damero, donde en el centro se  ubicaba la plaza y  alrededor de la misma se desarrollaba la población. Frente a esta plaza generalmente se encontraban las sedes institucionales más importantes. Totoral responde a este modo.

## Ilustres visitantes
El ambiente serrano, los viejos árboles, el río, las calles de tierra, las casonas antiguas y sus patios amplios, producen un ambiente especial que inspira a muchos habitantes a darle rienda suelta a la creatividad artística.
Totoral ha sido cuna de escritores, poetas y pintores, y también ha sido lugar de residencia e inspiración de artistas de reconocimiento mundial como Pablo Neruda y Rafael Alberti.
El abogado Rodolfo Aráoz Alfaro, secretario general del Partido Comunista para América Latina, era propietario del casco de una estancia en Totoral, su relación de amistad con artistas perseguidos políticos en sus países, hizo que estas personalidades pasaran temporadas en esta localidad.
El poeta andaluz Rafael Alberti, perseguido por el franquismo, se refugió entre 1939 y 1942 en la estancia junto a su esposa María Teresa León, mientras les gestionaban los documentos para permanecer en el país. En ese tiempo, Alberti escribió parte de su obra. Un día, un vecino, regocijado por la presencia del poeta, le preguntó si le agradaría que en el pueblo levantasen un monumento en su memoria, y el poeta contestó: “Si quieren recordarme bueno sería que planten un árbol en mi memoria”. Ese árbol que recuerda a Rafael Alberti está plantado en la plaza San Martín de Totoral.
El chileno Nobel de literatura Pablo Neruda también residió una temporada en la Villa, y fue aquí, lejos de la presión y de la prisa, que observando la labor de Victorio Zedda, vecino que era obrero de la construcción, escribió “Oda del albañil tranquilo”.